# Kontynentalny Puchar Marchanda
Kontynentalny Puchar Tuto Marchanda (oficjalna nazwa: Tuto Marchand Continental Championship Cup) –  międzynarodowy turniej koszykarski kontynentu amerykańskiego z udziałem reprezentacji narodowych organizowany przez FIBA Ameryka w latach mistrzostw Ameryki, rozgrywany tuż przed nimi. Gospodarzem zawodów jest zazwyczaj Portoryko.  
Do tej pory (2015) występowały w nim narodowe reprezentacje Portoryko, Brazylii, Kanady, Dominikany i Argentyny. Brazylia zwyciężała trzykrotnie (2007, 2009, 2011), Portoryko jeden raz (2013), podobnie jak Kanada (2015).

## Turniej Marchanda 2007
| miejsce | Kadra                 | Gry | W–P | Punkty |
| ------- | --------------------- | --- | --- | ------ |
| 1.      | Brazylia              | 3   | 2–1 | 5      |
| 2.      | Argentyna             | 3   | 2–1 | 5      |
| 3.      | Kanada                | 3   | 2–1 | 5      |
| 4.      | Portoryko (gospodarz) | 3   | 0–3 | 3      |

## Turniej Marchanda 2009
| Miejsce | Kadra                 | Gry | W–P | Punkty |
| ------- | --------------------- | --- | --- | ------ |
| 1.      | Brazylia              | 3   | 3–0 | 6      |
| 2.      | Portoryko (gospodarz) | 3   | 2–1 | 5      |
| 3.      | Kanada                | 3   | 1–2 | 4      |
| 4.      | Argentyna             | 3   | 0–3 | 3      |

## Turniej Marchanda 2011
| Miejsce | Kadra                | Gry | W–P | Punkty |
| ------- | -------------------- | --- | --- | ------ |
| 1.      | Brazylia (gospodarz) | 3   | 3–0 | 6      |
| 2.      | Portoryko            | 3   | 2–1 | 5      |
| 3.      | Dominikana           | 3   | 1–2 | 4      |
| 4.      | Kanada               | 3   | 0–3 | 3      |

## Turniej Marchanda 2013
| Miejsce | Kadra                 | Gry | W–P | Punkty |
| ------- | --------------------- | --- | --- | ------ |
| 1.      | Portoryko (gospodarz) | 4   | 4–0 | 8      |
| 2.      | Argentyna             | 4   | 3–1 | 7      |
| 3.      | Brazylia              | 4   | 2–2 | 6      |
| 4.      | Dominikana            | 4   | 1–3 | 5      |
| 5.      | Kanada                | 4   | 0–4 | 4      |

## Turniej Marchanda 2015
| Miejsce | Kadra                 | Gry | W–P | Punkty |
| ------- | --------------------- | --- | --- | ------ |
| 1.      | Kanada                | 4   | 4–0 | 8      |
| 2.      | Portoryko (gospodarz) | 3   | 2–1 | 5      |
| 3.      | Argentyna             | 3   | 1–2 | 4      |
| 4.      | Brazylia              | 3   | 1–2 | 4      |
| 5.      | Dominikana            | 3   | 0–3 | 3      |

Tropikalny Sztorm Eryka
Ostatni dzień zawodów w 2015 roku został odwołany ze względu na niekorzystną pogodę i nadciągający nad Portoryko tropikalny sztorm Eryka. W wyniku powyższego dwa finałowe spotkania – Dominikana–Brazylia i Argentyna–Portoryko nie zostały rozegrane. W ten sposób jedynie reprezentacja Kanady rozegrała 4 spotkania w turnieju, uzyskując łącznie 8 punktów przy bilansie 4–0 i to ona została uznana za zwycięzcę.